# Lectoescritura en educación básica

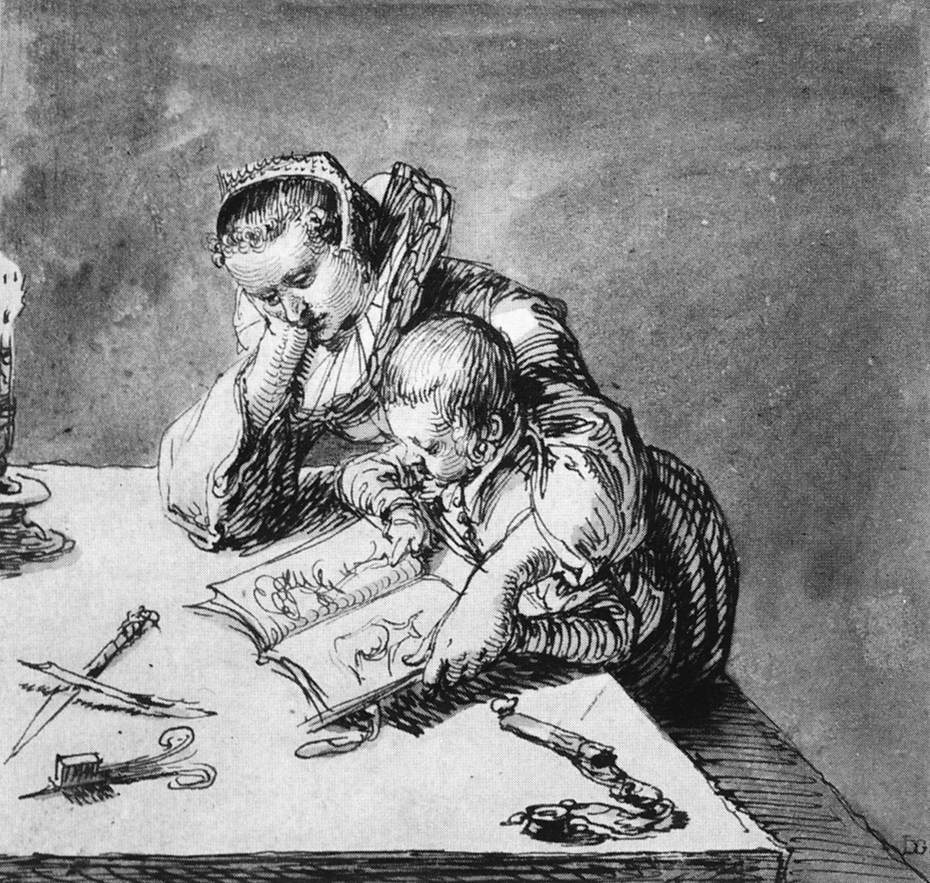
Enseñando a leer

La lectoescritura es el proceso por el cual un alumno aprende el proceso tanto de leer y tener la competencia de interpretar un texto como de escribir usando un alfabeto. 
Considerando que el lenguaje tiene como base principal "comunicar" dar a conocer experiencias, sentimientos y relacionarnos con los demás. En la actualidad en las escuelas del país mexicano se trabaja con la modalidad de fases, las cuales describen el desarrollo y etapas de los estudiantes. 
A continuación se muestran las fases a lo largo de la educación básica: 
Fase 1 (Inicial): 0 a 3 años de edad 
Fase 2 (Preescolar): 1°, 2° y 3° 
Fase 3 (Primaria): 1° y 2°
Fase 4 (Primaria): 3° y 4°
Fase 5 (Primaria): 5° y 6° 
Fase 6 (Secundaria): 1°, 2° y 3° 
La lectoescritura es esencial en la educación básica por su papel fundamental en la comunicación, el desarrollo cognitivo y el acceso al conocimiento. Aprender a leer y escribir no solo permite expresar ideas, sino que también estimula el pensamiento crítico y la capacidad de análisis. Esta habilidad brinda independencia, acceso a información y oportunidades educativas y laborales, fomentando además el desarrollo personal al exponer a los estudiantes a diferentes perspectivas y experiencias.

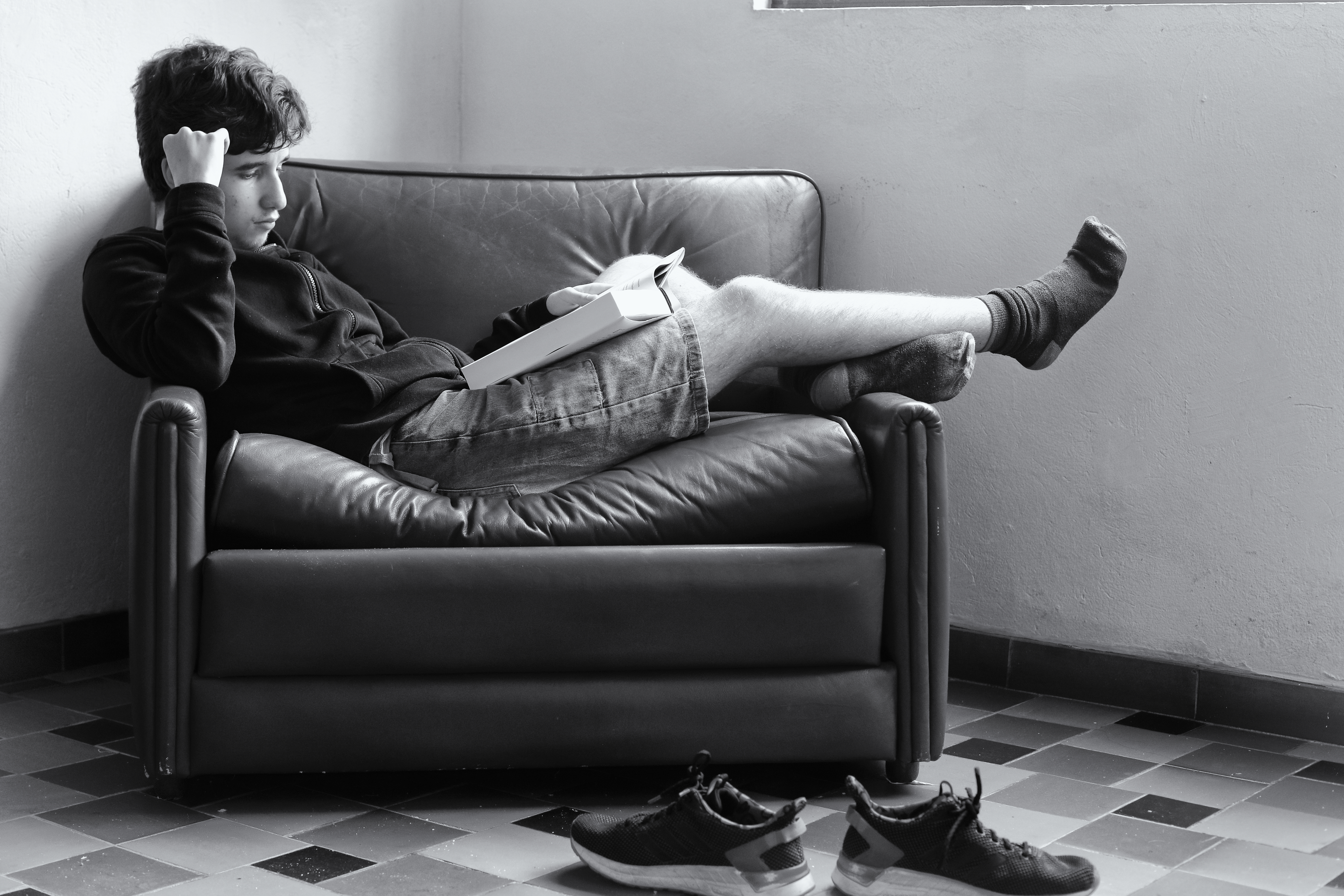
Riquezas de lectura

Desde esta perspectiva, la lectoescritura adquiere un desarrollo diferenciado en relación con los modelos tradicionales en la enseñanza de la lectura y la escritura. Debido a que estos procesos se visualizan más allá de la memorización y transcripción de letras, trasciende el significado del mundo en donde encuentran realmente sentido las letras, los procesos de lectura y escritura ocurren “en el contexto de las exploraciones del mundo: las cosas, los hechos, las ideas y las experiencias” (Goodman, 1990, p. 10)
Otro aspecto fundamental a conocer son los procesos de lectoescritura, los cuales ayudan a guiar las clases de los profesores y buscar las estrategias necesarias para lograr los objetivos de la fase 3. 
Emilia Ferreiro es una pedagoga Argentina, quien es reconocida por sus grandes investigaciones sobre la adquisición de la lectura y escritura en los niños. Nos explica los procesos de lectura y escritura de la siguiente manera: 
| Nivel          | prelectura | alfabético | silábico | alfabético avanzado |
| -------------- | --- | --- | --- | --- |
| Característica | Los niños aún no comprenden que las palabras están compuestas por letras y que estas representan sonidos. Sin embargo, son capaces de reconocer ciertos aspectos visuales de las palabras, como su forma general o algunas letras que aparecen con frecuencia. | Los estudiantes comienzan a comprender la relación entre las letras y los sonidos del habla. Aprenden que las palabras están compuestas por letras y que estas letras representan sonidos específicos. Sin embargo, todavía pueden cometer errores y tener dificultades para aplicar estas reglas de manera sistemática. | En esta etapa, los niños reconocen que las palabras están compuestas por sílabas y que estas se pueden representar con letras. Aunque todavía pueden cometer errores ortográficos, empiezan a utilizar estrategias para representar las sílabas de manera más precisa. | En esta etapa, los niños ya son capaces de utilizar las convenciones ortográficas de manera más precisa. Comprenden que las palabras están formadas por letras y que estas se combinan en secuencias específicas para formar sílabas y palabras completas. |

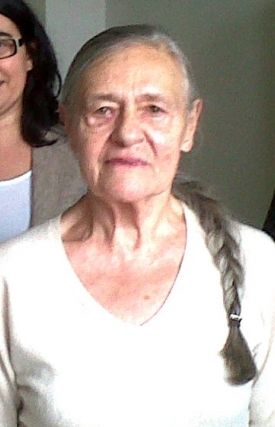
Pedagoga argentina

En la siguiente liga podrás conocer a profundidad las características de cada etapa.

## Definición
Según Charria (2013) la lectoescritura es "una interrelación comunicativa donde dos habilidades del lenguaje, leer y escribir; no pueden estar la una sin la otra, estableciendo proceso de producción ya que tanto la escritura como la lectura hacen parte de tales procesos”. (p. 78)
La lectura constituye uno de los objetivos de instrucción básica, y su aprendizaje, condición de éxito o fracaso.
Montoalegre (2013) señala que: “El educando constituye el conocimiento con base en la experiencia en la interacción que lleva a cabo con el entorno, razón que conduce a afirmar que para buscar un mejoramiento de la calidad de la lectoescritura, el educador debe revisar un enfoque educativo para saber con qué teoría se pretende obtener nivel en el asunto que trata”. (p.149)
Es oportuno tener en cuenta que el aprendizaje está acompañado de teorías que sujetan el proceso de enseñanza-aprendizaje, así como su proceso fisiológico y evolutivo, que son factores indispensables.